# 恩厄尔霍尔姆-赫尔辛堡机场
恩厄尔霍尔姆-赫尔辛堡机场（瑞典語：Ängelholm-Helsingborg flygplats），位于瑞典南部斯科讷省的恩厄尔霍尔姆，主要为恩厄尔霍尔姆、赫尔辛堡及周边地区服务，距离这两座城市的市区分别约5千米和34千米。

## 历史
恩厄尔霍尔姆-赫尔辛堡机场启用于1945年，当时瑞典空军F10中队从布尔托夫塔机场迁来此地。民用航空始于1960年9月1日，最先开通的是往斯德哥尔摩-布罗马机场的航班。次年开通“恩厄尔霍尔姆-哥德堡-卡尔斯塔德-布罗马-维斯比-卡尔马-龙讷比-恩厄尔霍尔姆”环线。1966年开通首条国际航线，至丹麦哥本哈根，但很快由于旅客数量太少而停办。1975年至1979年间，有至伦敦、爱丁堡、里米尼和伦讷等地的包机。1995年起，北欧航空开通至斯德哥尔摩-阿兰达机场的航班。
2002年，瑞典民航管理局从国防部接管恩厄尔霍尔姆-赫尔辛堡机场。该机场从此完全转型为民用机场。

## 通航航空公司及航点

### 定期航班
- 北欧航空：斯德哥尔摩-阿兰达、尼斯（季节性）[1]
- Kullaflyg（由金色航空执行）：斯德哥尔摩-布罗马、维斯比、穆拉
- 约特兰航空（由Skyways Express执行）：维斯比[2]

### 包机航班
- 欧罗巴航空：大加那利岛